# Oscar 2015
A 87.ª cerimônia do Oscar ou Oscar 2015 (no original: 87th Academy Awards), apresentada pela Academia de Artes e Ciências Cinematográficas (AMPAS), homenageou os melhores filmes, atores e técnicos de 2014. Aconteceu em 22 de fevereiro de 2015 no Teatro Dolby, Hollywood, em Los Angeles, às 17h30min no horário local. Durante a cerimônia, foram distribuídos os prêmios da Academia em vinte e quatro categorias, e a transmissão ao vivo foi realizada pela rede televisiva estadunidense American Broadcasting Company (ABC), com produção de Neil Meron e Craig Zadan e direção de Hamish Hamilton. O ator Neil Patrick Harris foi o anfitrião do evento pela primeira vez.
Em eventos relacionados, a Academia realizou a sexta edição do Governors Awards no Grand Ballroom da Hollywood and Highland Center em 8 de novembro de 2014, quando foram entregues os prêmios honorários. Em 7 de fevereiro de 2015, em uma cerimônia no Beverly Wilshire Hotel, em Beverly Hills, o Oscar Científico ou Técnico foi apresentado por Margot Robbie e Miles Teller.
Birdman or (The Unexpected Virtue of Ignorance) venceu quatro categorias, incluindo melhor filme e melhor diretor para Alejandro González Iñárritu. The Grand Budapest Hotel empatou no número de vitórias, com quatro estatuetas técnicas; Whiplash também se destacou com três prêmios. American Sniper, Big Hero 6, Boyhood, Citizenfour, Crisis Hotline: Veterans Press 1, Feast, Ida, The Imitation Game, Interstellar, The Phone Call, Selma, Still Alice e The Theory of Everything completaram a lista das obras cinematográficas premiadas na edição.

## Indicados e vencedores
Os indicados ao Oscar 2015 foram anunciados em 15 de janeiro de 2015, às 5h30min no horário local, no Samuel Goldwyn Theater em Beverly Hills, pelos cineastas J.J. Abrams e Alfonso Cuarón, a presidente da Academia, Cheryl Boone Isaacs, e o ator Chris Pine. Pela primeira vez, todas as vinte e quatro categorias foram destacadas no anúncio. Birdman or (The Unexpected Virtue of Ignorance) e The Grand Budapest Hotel empataram como os filmes com o maior número de indicações nesta cerimônia, com nove cada.
Os vencedores foram anunciados durante a cerimônia de premiação em 22 de fevereiro de 2015. Pela primeira vez desde a ampliação do número de indicados a melhor filme, todos as obras desta categoria venceram pelo menos uma estatueta. Birdman foi o primeiro filme vencedor da categoria principal sem indicação à edição desde Ordinary People (1980). Alejandro González Iñárritu tornou-se o segundo mexicano consecutivo a conquistar o Oscar de melhor diretor — na edição anterior, Alfonso Cuarón ganhou por Gravity. Aos oitenta e quatro anos, Robert Duvall bateu o recorde de ator mais velho indicado, superado três anos depois por Christopher Plummer. Além disso, Emmanuel Lubezki tornou-se quarto diretor de fotografia a conquistar o Oscar por dois anos consecutivos.

### Prêmios
Indica o ganhador dentro de cada categoria.
| Melhor Filme Birdman or (The Unexpected Virtue of Ignorance) – Alejandro G. Iñárritu, John Lesher e James W. Skotchdopole - American Sniper – Clint Eastwood, Robert Lorenz, Andrew Lazar, Bradley Cooper e Peter Morgan - Boyhood – Richard Linklater e Cathleen Sutherland - The Grand Budapest Hotel – Wes Anderson, Scott Rudin, Steven M. Rales e Jeremy Dawson - The Imitation Game – Nora Grossman, Ido Ostrowsky e Teddy Schwarzman - Selma – Christian Colson, Oprah Winfrey, Dede Gardner e Jeremy Kleiner - The Theory of Everything – Tim Bevan, Eric Fellner, Lisa Bruce e Anthony McCarten - Whiplash – Jason Blum, Helen Estabrook e David Lancaster | Melhor Diretor Alejandro G. Iñárritu – Birdman or (The Unexpected Virtue of Ignorance) - Richard Linklater – Boyhood - Bennett Miller – Foxcatcher - Wes Anderson – The Grand Budapest Hotel - Morten Tyldum – The Imitation Game |
| Melhor Ator/Actor (Principal) Eddie Redmayne – The Theory of Everything como Stephen Hawking - Steve Carell — Foxcatcher como John du Pont - Bradley Cooper — American Sniper como Chris Kyle - Benedict Cumberbatch — The Imitation Game como Alan Turing - Michael Keaton — Birdman or (The Unexpected Virtue of Ignorance) como Riggan Thomson | Melhor Atriz/Actriz (Principal) Julianne Moore – Still Alice como Alice Howland - Marion Cotillard — Deux jours, une nuit como Sandra Bya - Felicity Jones — The Theory of Everything como Jane Hawking - Rosamund Pike — Gone Girl como Amy Elliott-Dunne - Reese Witherspoon — Wild como Cheryl Strayed |
| Melhor Ator/Actor Coadjuvante/Secundário J.K. Simmons – Whiplash como Terence Fletcher - Robert Duvall — The Judge como Joseph Palmer - Ethan Hawke — Boyhood como Mason Evans - Edward Norton — Birdman or (The Unexpected Virtue of Ignorance) como Mike Shiner - Mark Ruffalo — Foxcatcher como Dave Schultz | Melhor Atriz/Actriz Coadjuvante/Secundária Patricia Arquette – Boyhood como Olivia Evans - Laura Dern — Wild como Bobbi Grey - Keira Knightley — The Imitation Game como Joan Clarke - Emma Stone — Birdman or (The Unexpected Virtue of Ignorance) como Sam Thomson - Meryl Streep — Into the Woods como Bruxa |
| Melhor Roteiro/Argumento - Original Birdman or (The Unexpected Virtue of Ignorance) – Alejandro González Iñárritu, Nicolás Giacobone, Alexander Dinelaris Jr. e Armando Bó - Boyhood — Richard Linklater - Foxcatcher — E. Max Frye e Dan Futterman - The Grand Budapest Hotel — Wes Anderson e Hugo Guinness - Nightcrawler — Dan Gilroy | Melhor Roteiro/Argumento - Adaptado The Imitation Game – Graham Moore por Alan Turing de Andrew Hodges - American Sniper — Jason Hall por American Sniper de Chris Kyle, Scott McEwen e Jim DeFelice - Inherent Vice — Paul Thomas Anderson por Inherent Vice de Thomas Pynchon - The Theory of Everything — Anthony McCarten por Travelling to Infinity: My Life with Stephen de Jane Hawking - Whiplash — Damien Chazelle por Whiplash de Damien Chazelle                             |
| Melhor Filme de Animação Big Hero 6 – Don Hall, Chris Williams e Roy Conli - The Boxtrolls – Anthony Stacchi, Graham Annable e Travis Knight - How to Train Your Dragon 2 – Dean DeBlois e Bonnie Arnold - Song of the Sea – Tomm Moore e Paul Young - Kaguya-hime no Monogatari – Isao Takahata e Yoshiaki Nishimura | Melhor Filme Estrangeiro Ida ( Polônia) – Paweł Pawlikowski - Leviafan ( Rússia) — Andrey Zvyagintsev - Mandariinid ( Estônia) — Zaza Urushadze - Timbuktu ( Mauritânia) — Abderrahmane Sissako - Relatos salvajes ( Argentina) — Damián Szifron |
| Melhor Documentário em Longa-metragem Citizenfour – Laura Poitras, Mathilde Bonnefoy e Dirk Wilutzky - Finding Vivian Maier – John Maloof e Charlie Siskel - Last Days in Vietnam – Rory Kennedy e Keven McAlester - Virunga – Orlando von Einsiedel e Joanna Natasegara - O Sal da Terra – Wim Wenders, Lélia Wanick Salgado e David Rosier | Melhor Documentário em Curta-metragem Crisis Hotline: Veterans Press 1 – Ellen Goosenberg Kent e Dana Perry - Joanna – Aneta Kopacz - Nasza klątwa – Tomasz Śliwiński e Maciej Ślesicki - La parka – Gabriel Serra Arguello - White Earth – J. Christian Jensen |
| Melhor Curta-metragem The Phone Call – Mat Kirkby e James Lucas - Aya – Oded Binnun e Mihal Brezis - Boogaloo and Graham – Michael Lennox e Ronan Blaney - La lampe au beurre de yak – Hu Wei e Julien Féret - Parvaneh – Talkhon Hamzavi e Stefan Eichenberger | Melhor Animação em Curta-metragem Feast – Patrick Osborne e Kristina Reed - The Bigger Picture – Daisy Jacobs e Christopher Hees - The Dam Keeper – Robert Kondo e Daisuke Tsutsumi - Me and My Moulton – Torill Kove - A Single Life – Joris Oprins |
| Melhor Trilha Sonora/Banda Sonora The Grand Budapest Hotel — Alexandre Desplat - The Imitation Game — Alexandre Desplat - Interstellar — Hans Zimmer - Mr. Turner — Gary Yershon - The Theory of Everything — Jóhann Jóhannsson | Melhor Canção original "Glory" por Selma – John Stephens e Lonnie Lynn - "Everything Is Awesome" por The Lego Movie — Shawn Patterson - "Grateful" por Beyond the Lights — Diane Warren - "I'm Not Gonna Miss You" por Glen Campbell: I'll Be Me — Glen Campbell e Julian Raymond - "Lost Stars" por Begin Again — Gregg Alexander e Danielle Brisebois |
| Melhor Edição de Som American Sniper – Alan Robert Murray e Bub Asman - Birdman or (The Unexpected Virtue of Ignorance) — Martin Hernández e Aaron Glascock - The Hobbit: Battle Of The Five Armies — Brent Burge e Jason Canovas - Interstellar — Richard King - Unbroken — Becky Sullivan e Andrew DeCristofaro | Melhor Mixagem/Mistura de Som Whiplash – Craig Mann, Ben Wilkins e Thomas Curley - American Sniper — John T. Reitz, Gregg Rudloff e Walt Martin - Birdman or (The Unexpected Virtue of Ignorance) — Jon Taylor, Frank A. Montaño e Thomas Varga - Interstellar — Gary Rizzo, Gregg Landaker e Mark Weingarten - Unbroken — Jon Taylor, Frank A. Montaño e David Lee |
| Melhor Direção de Arte The Grand Budapest Hotel – Adam Stockhausen e Anna Pinnock - The Imitation Game — Maria Djurkovic e Tatiana Macdonald - Interstellar — Nathan Crowley e Gary Fettis - Into the Woods — Dennis Gassner e Anna Pinnock - Mr. Turner — Suzie Davies e Charlotte Watts | Melhor Cinematografia/Fotografia Birdman or (The Unexpected Virtue of Ignorance) – Emmanuel Lubezki - Ida — Łukasz Żal e Ryszard Lenczewski - Mr. Turner — Dick Pope - Unbroken — Roger Deakins - The Grand Budapest Hotel — Robert Yeoman |
| Melhor Maquiagem/Caracterização The Grand Budapest Hotel – Frances Hannon e Mark Coulier - Foxcatcher — Bill Corso e Dennis Liddiard - Guardians of the Galaxy — Elizabeth Yianni-Georgiou e David White | Melhor Figurino/Guarda-Roupa The Grand Budapest Hotel – Milena Canonero - Inherent Vice — Mark Bridges - Into the Woods — Colleen Atwood - Maleficent — Anna B. Sheppard - Mr. Turner — Jacqueline Durran |
| Melhor Edição/Montagem Whiplash – Tom Cross - American Sniper — Joel Cox e Gary D. Roach - Boyhood — Sandra Adair - The Grand Budapest Hotel — Barney Pilling - The Imitation Game — William Goldenberg | Melhores Efeitos Visuais Interstellar – Paul Franklin, Andrew Lockley, Ian Hunter e Scott R. Fisher - Captain America: The Winter Soldier – Dan DeLeeuw, Russell Earl, Bryan Grill e Dan Sudick - Dawn of the Planet of the Apes – Joe Letteri, Dan Lemmon, Daniel Barrett e Erik Winquist - Guardians of the Galaxy – Stephane Ceretti, Nicolas Aithadi, Jonathan Fawkner e Paul Corbould - X-Men: Days of Future Past – Richard Stammers, Lou Pecora, Tim Crosbie e Cameron Waldbauer |

### Prêmios honorários
- Jean-Claude Carrière — "cujos textos elegantemente criados elevaram a arte do roteiro ao nível da literatura";[13]
- Hayao Miyazaki — "mestre contador de histórias cuja arte animada inspirou cineastas e o público em todo o mundo";[13]
- Maureen O'Hara — "uma das estrelas mais brilhantes de Hollywood, cujas performances inspiradoras brilhavam com paixão, calor e força".[13]

### Prêmio Humanitário Jean Hersholt
- Harry Belafonte — "durante toda a vida demonstrou como a arte é enobrecida por coragem e consciência incessantes".[13]

### Filmes com mais prêmios e indicações
| Indicações | Filme                                           |
| ---------- | ----------------------------------------------- |
| 9          | Birdman or (The Unexpected Virtue of Ignorance) |
| 9          | The Grand Budapest Hotel                        |
| 8          | The Imitation Game                              |
| 6          | American Sniper                                 |
| 6          | Boyhood                                         |
| 5          | Foxcatcher                                      |
| 5          | Interstellar                                    |
| 5          | The Theory of Everything                        |
| 5          | Whiplash                                        |
| 4          | Mr. Turner                                      |
| 3          | Into the Woods                                  |
| 3          | Unbroken                                        |
| 2          | Guardians of the Galaxy                         |
| 2          | Ida                                             |
| 2          | Inherent Vice                                   |
| 2          | Selma                                           |
| 2          | Wild                                            |

| Vitórias | Filme                                           |
| -------- | ----------------------------------------------- |
| 4        | Birdman or (The Unexpected Virtue of Ignorance) |
| 4        | The Grand Budapest Hotel                        |
| 3        | Whiplash                                        |

## Apresentadores e performances
As seguintes personalidades apresentaram categorias ou realizaram números individuais:

### Apresentadores (em ordem de aparição)
| Nome(s)                          | Papel |
| -------------------------------- | --- |
| Cedering Fox                     | Anunciou o início da cerimônia                                                                                       |
| Lupita Nyong'o                   | Apresentou a categoria de melhor ator coadjuvante                                                                    |
| Liam Neeson                      | Apresentou o segmento dos filmes The Grand Budapest Hotel e American Sniper                                          |
| Dakota Johnson                   | Introduziu a performance de "Lost Stars"                                                                             |
| Jennifer Lopez Chris Pine        | Apresentaram a categoria de melhor figurino                                                                          |
| Reese Witherspoon                | Apresentou a categoria de melhor maquiagem e penteados                                                               |
| Channing Tatum                   | Introducer of the six winners of the Team Oscar contest                                                              |
| Chiwetel Ejiofor Nicole Kidman   | Apresentaram a categoria de melhor filme estrangeiro                                                                 |
| Shirley MacLaine                 | Apresentou o segmento dos filmes Boyhood, The Theory of Everything e Birdman or (The Unexpected Virtue of Ignorance) |
| Marion Cotillard                 | Introduziu a performance de "Everything Is Awesome"                                                                  |
| Jason Bateman Kerry Washington   | Apresentaram a categoria de melhor curta-metragem e melhor documentário de curta-metragem                            |
| Viola Davis                      | Apresentou o segmento do Oscar Honorário e do Prêmio Humanitário Jean Hersholt                                       |
| Gwyneth Paltrow                  | Introduziu a performance de "I'm Not Gonna Miss You"                                                                 |
| Margot Robbie Miles Teller       | Apresentaram o segmento do Oscar Científico ou Técnico                                                               |
| Chris Evans Sienna Miller        | Apresentaram a categoria de melhor mixagem de som e melhor edição de som                                             |
| Jared Leto                       | Apresentou a categoria de melhor atriz coadjuvante                                                                   |
| Josh Hutcherson                  | Introduziu a performance de "Grateful"                                                                               |
| Ansel Elgort Chloë Grace Moretz  | Apresentaram a categoria de melhores efeitos visuais                                                                 |
| Kevin Hart Anna Kendrick         | Apresentaram a categoria de melhor curta-metragem de animação                                                        |
| Dwayne Johnson Zoe Saldana       | Apresentaram a categoria de melhor filme de animação                                                                 |
| Cheryl Boone Isaacs              | Apresentação especial sobre arte cinematográfica                                                                     |
| Chris Pratt Felicity Jones       | Apresentaram a categoria de melhor direção de arte                                                                   |
| Jessica Chastain Idris Elba      | Apresentaram a categoria de melhor fotografia                                                                        |
| Meryl Streep                     | Apresentou o segmento In Memoriam                                                                                    |
| Benedict Cumberbatch Naomi Watts | Apresentaram a categoria de melhor edição                                                                            |
| Terrence Howard                  | Apresentou o segmento dos filmes Whiplash, The Imitation Game e Selma                                                |
| Jennifer Aniston David Oyelowo   | Apresentaram a categoria de melhor documentário de longa-metragem                                                    |
| Octavia Spencer                  | Introduziu a performance de "Glory"                                                                                  |
| Idina Menzel John Travolta       | Apresentaram a categoria de melhor canção original                                                                   |
| Scarlett Johansson               | Introduziu à homenagem aos cinquenta anos de The Sound of Music                                                      |
| Julie Andrews                    | Apresentou a categoria de melhor trilha sonora                                                                       |
| Eddie Murphy                     | Apresentou a categoria de melhor roteiro original                                                                    |
| Oprah Winfrey                    | Apresentou a categoria de melhor roteiro adaptado                                                                    |
| Ben Affleck                      | Apresentou a categoria de melhor diretor                                                                             |
| Cate Blanchett                   | Apresentou a categoria de melhor ator                                                                                |
| Matthew McConaughey              | Apresentou a categoria de melhor atriz                                                                               |
| Sean Penn                        | Apresentou a categoria de melhor filme                                                                               |

### Performances (em ordem de aparição)
| Nome(s)                                                                  | Papel           | Performance                                                                                            |
| ------------------------------------------------------------------------ | --------------- | --- |
| Stephen Oremus                                                           | Arranjo musical | Orquestral                                                                                             |
| Neil Patrick Harris Anna Kendrick Jack Black                             | Performance     | Abertura do segmento "Moving Pictures"                                                                 |
| Maroon 5                                                                 | Performance     | "Lost Stars" de Begin Again                                                                            |
| Tegan and Sara The Lonely Island Will Arnett ?uestlove Mark Mothersbaugh | Performance     | "Everything Is Awesome" de The Lego Movie                                                              |
| Tim McGraw                                                               | Performance     | "I'm Not Gonna Miss You" de Glen Campbell: I'll Be Me                                                  |
| Rita Ora                                                                 | Performance     | "Grateful" de Beyond the Lights                                                                        |
| Jennifer Hudson                                                          | Performance     | "I Can't Let Go" durante o tributo In Memoriam                                                         |
| Common John Legend                                                       | Performance     | "Glory" de Selma                                                                                       |
| Lady Gaga                                                                | Performance     | "The Sound of Music", "My Favorite Things", "Edelweiss" e "Climb Ev'ry Mountain" de The Sound of Music |

## Cerimônia

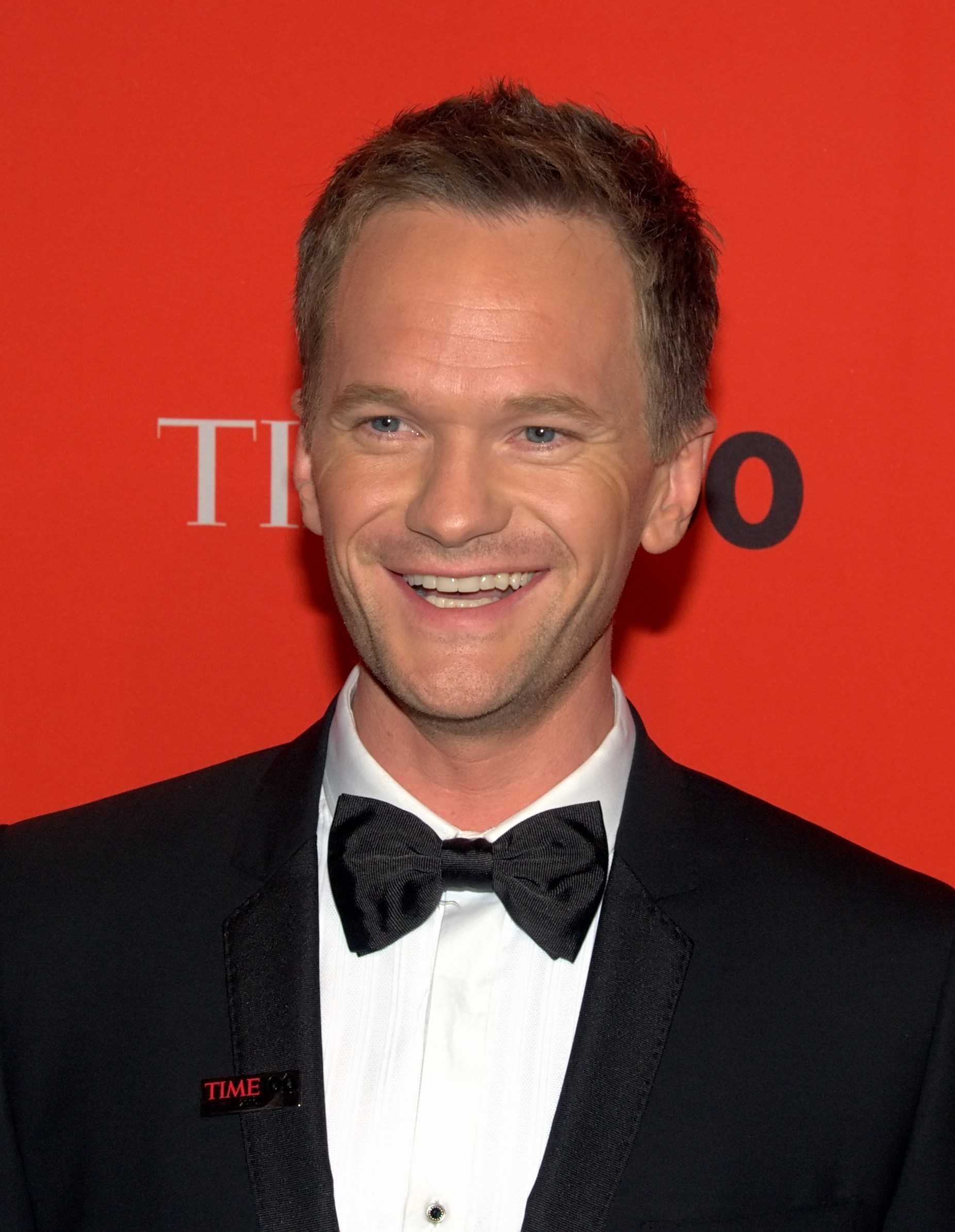
Neil Patrick Harris foi o anfitrião do Oscar 2015.

Em busca de manter o êxito da cerimônia anterior, que obteve a maior audiência da década, a Academia recontratou os produtores Neil Meron e Craig Zadan para a administração do evento pelo terceiro ano consecutivo. "O talento [de Meron e Zagan] elevou o show para novos rumos e estamos ansiosos para manter o impulso com essa parceria criativa", disse a então presidente Cheryl Boone Isaacs em um anúncio para a imprensa. Em outubro de 2014, o ator Neil Patrick Harris, que havia apresentado quatro Tony Award e dois Emmy Award, foi selecionado pelos organizadores para comandar a festa. Meron e Zadan explicaram a decisão de convidar Harris: "estamos entusiasmados por tê-lo como anfitrião do Oscar, nós o conhecemos há muito tempo e vimos sua carreira explodir como um grande artista de cinema, televisão e teatro. Trabalhar com ele é a mistura perfeita, todos os seus recursos e talentos se unem em um cenário global". O ator expressou grande lisonja pela escolha de apresentar os prêmios da Academia pela primeira vez e comentou: "cresci assistindo à cerimônia e, às vezes, não me agradava o anfitrião [...] mas o convite me inspirou a seguir os passos de grandes nomes que já comandaram — Johnny Carson, Billy Crystal e Ellen DeGeneres, um grande sonho que se tornou realidade".
Pouco após a seleção de Harris, foi especulado que DeGeneres e outros comediantes, como o veterano Chris Rock e a atriz Julia Louis-Dreyfus, recusaram o convite de apresentação, sendo o ator a última opção. No entanto, os produtores negaram tais alegações e insistiram em que Harris era a única escolha deles: "depois de cada show, há sempre uma discussão de quem apresentará o próximo. Muitos nomes são discutidos e, às vezes, até se pensam em ofertas não formais. Neil Patrick Harris, por sua vez, recebeu uma oferta formal da Academia".
Inúmeras outras personalidades participaram da produção do evento em diversas áreas de organização. Stephen Oremus foi o responsável pela direção musical e condução do evento e a designer Derek McLane retornou à direção de arte do teatro onde a cerimônia ocorreu. Durante a transmissão, Channing Tatum organizou o grupo Team Oscar, de seis jovens estudantes de cinema que entregaram estatuetas aos apresentadores das categorias. Os músicos Robert Lopez e Kristen Anderson-Lopez compuseram o número de abertura do anfitrião.

### Bilheteria dos filmes indicados
| Filme                                           | Pré-indicação (antes 16 jan.) | Pós-indicação (16 jan.-22 fev.) | Pós-premiação (após 22 fev.) | Total         |
| ----------------------------------------------- | ----------------------------- | ------------------------------- | ---------------------------- | ------------- |
| American Sniper                                 | $3.4 milhões                  | $316 milhões                    | $30.1 milhões                | $350 milhões  |
| Birdman or (The Unexpected Virtue of Ignorance) | $26.6 milhões                 | $11.2 milhões                   | $4.6 milhões                 | $42.3 milhões |
| Boyhood                                         | $24.4 milhões                 | $942,668                        | $36,767                      | $25.3 milhões |
| The Grand Budapest Hotel                        | $59.1 milhões                 | —                               | —                            | $59.1 milhões |
| The Imitation Game                              | $42.8 milhões                 | $41.1 milhões                   | $7.2 milhões                 | $91.2 milhões |
| Selma                                           | $16.6 milhões                 | $33.0 milhões                   | $2.5 milhões                 | $52.1 milhões |
| The Theory of Everything                        | $26.2 milhões                 | $7.9 milhões                    | $1.8 milhões                 | $35.9 milhões |
| Whiplash                                        | $6.2 milhões                  | $5.1 milhões                    | $1.8 milhões                 | $13.1 milhões |

Pela primeira vez desde 2007, nenhum dos indicados a melhor filme arrecadou mais de US$ 100 milhões antes do anúncio dos nomeados. O valor bruto dessas oito obras cinematográficas no mercado norte-americano somou US$ 205 milhões, média de US$ 25.6 milhões por filme.
Nenhum dos filmes na categoria principal se posicionaram nas cinquenta maiores bilheterias na contagem de 2014. No dia do anúncio dos filmes indicados, em 15 de janeiro de 2015, The Grand Budapest Hotel assegurou a maior bilheteria entre os aparentes no Oscar 2018, totalizando US$ 59.1 milhões em recibos de mercado doméstico. Em seguida, aparecem The Imitation Game (US$42.7 milhões); Birdman or (The Unexpected Virtue of Ignorance) (US$26.6 milhões); The Theory of Everything (US$26.2 milhões); Boyhood (US$24.3 milhões); Selma (US$16.5 milhões); Whiplash (US$6.2 milhões) e, finalmente, American Sniper (US$3.3 milhões).
Dos cinquenta filmes mais lucrativos do ano de 2014, treze obras indicadas à cerimônia aparecem na lista: Guardiões da Galáxia (1.º); Captain America: The Winter Soldier (3.º); The Lego Movie (4.º); Maleficent (6.º); The Hobbit: The Battle of the Five Armies (7.º); X-Men: Days of Future Past (8.º); Big Hero 6 (9.º); Dawn of the Planet of the Apes (10.º); Interstellar (15.º); How to Train Your Dragon 2 (16.º); Gone Girl (17.º); Into the Woods (25.º) e Unbroken (27.º).

### Críticas à falta de diversidade
Pouco após o anúncio das indicações, muitos meios de comunicação observaram que havia uma falta de diversidade étnica entre os indicados nas principais categorias. De acordo com Tatiana Segel, do The Hollywood Reporter, essa edição foi a segunda desde 1998 em que os vinte atores nomeados são de descendência caucasiana. O colunista do The New York Times, David Carr, apontou a omissão de Ava DuVernay e David Oyelowo na categoria de direção e atuação, respectivamente, e ressaltou um enorme contraste com a cerimônia anterior, que destacou 12 Years a Slave e a atriz Lupita Nyong'o. Como manifestação, a Academia foi ridicularizada nas mídias sociais com as hashtags #OscarsSoWhite e #WhiteOscars, impulsionadas mais ainda na edição seguinte, que manteve a falta de diversidade. Além disso, Tony Cárdenas, integrante da Câmara dos Representantes dos Estados Unidos, demonstrou sua indignação em uma carta destinada à Academia: "embora a questão da diversidade na indústria do entretenimento seja um problema muito mais profundo, sem uma solução fácil, é lamentável ver uma instituição americana tão reverenciada não refletir plenamente a [diversidade da] nossa nação". Ele prosseguiu dizendo que estava disposto a ajudar a instituição para tornar a indústria cinematográfica mais representativa.
Em resposta às críticas sobre a falta de diversidade, a presidente da AMPAS, Isaac Boones, disse à repórter Sandy Cohen, do Associated Press, disse que a Academia estava "comprometida em buscar a voz e opinião da pluralidade". Apesar de se abster em inúmeros pontos, ela afirmou que estava orgulhosa no nível de produção dos indicados e elogiou Selma como "um filme fantástico". Poucos dias antes da noite de gala, a National Action Network, liderada pelo ativista de direitos civis Al Sharpton, protestou a favor da diversidade próximo ao teatro Dolby. No entanto, a manifestação foi cancelada a pedido de DuVernay.

### Presença lusófona
A única produção lusófona que conseguiu uma indicação ao Oscar 2015 foi o franco-brasileiro O Sal da Terra, que narra a trajetória do fotógrafo brasileiro Sebastião Salgado e concorreu a melhor documentário. Outros filmes brasileiros, no entanto, foram pré-indicados ao Oscar como Elena também na categoria melhor documentário, O Caminhão do Meu Pai na categoria de melhor curta-metragem e Rio 2, que teve quatro músicas pré-indicadas a melhor canção original. Além disso o Ministério da Cultura do Brasil submeteu o filme Hoje Eu Quero Voltar Sozinho para a apreciação da Academia ao prêmio de melhor filme estrangeiro, enquanto a Secretaria de Estado da Cultura de Portugal submeteu E Agora? Lembra-me. Quando foram anunciados os nove filmes pré-indicados ao prêmio de melhor filme estrangeiro em 19 de dezembro de 2014, nenhum dos dois filmes estavam entre os selecionados. O músico português Nuno Malo, chegou a estar pré-selecionado para os Óscares, mas não chegou às nomeações finais na categoria de melhor banda sonora.

### Avaliação em retrospecto e audiência
A cerimônia recebeu críticas diversas por meio da crítica televisiva. Hal Boedeker, do Orlando Sentinel, escreveu: "Harris encabeçou um péssimo número de abertura; sua brincadeira de previsões e acertos foi extremamente cansativa [...] a produção musical salvou o show, mas continuou sendo longo e tedioso. As obras nomeadas indicavam algo mais grandioso". A jornalista Alessandra Stanley, do The New York Times, comentou que "as noites do Oscar quase sempre se arrastam por muito tempo, mas essa sensação se instalou desde o início" e brincou: "os discursos políticos, mesmo sombrios, eram mais vivos e emocionantes que qualquer esquete de Harris".
Outros críticos avaliaram positivamente a transmissão. O colunista do The Boston Globe, Matthew Gilbert, ressaltou que "Neil Patrick Harris foi Neil Patrick Harris numa noite de domingo em sua primeira apresentação dos prêmios, estava calmo, alegre, como de costume, sempre pronto para piadas! Ele é um grande profissional como anfitrião; após o Tony e o Emmy, mostrou durante a exibição da ABC sua energia relaxante e contagiante" e acrescentou: "apesar de pequenas gafes de produção e um ritmo desigual, manteve-se sem decepção". Dave Walker, do The Times-Picayune, escreveu: "Harris se jogou na cerimônia como se tivesse nascido para apresentá-la — luz nos pés, agitação, sem calças, despreocupação —, tratou como o emprego de seu sonho". Além disso, Walker demonstrou grande apreço pela produção e pelos números musicais. David Rooney, do The Hollywood Reporter, comentou que "o anfitrião mostrou charme na própria autodepreciação" e observou que vários dos discursos de aceitação e as performances proporcionavam uma mistura de humor, diversão e sinceridade.
Em seu país de origem, a transmissão da ABC atraiu uma média de 37,26 milhões de telespectadores no decorrer do evento, índice 15% menor que a audiência do Oscar 2014. Estima-se que 63 milhões de pessoas assistiram parcial ou integralmente à cerimônia. Pelo Nielsen Ratings, obteve um total de 33 pontos; apenas entre os espectadores de 18 a 49 anos, contabilizou 11 pontos. Foi a audiência mais baixa do Oscar desde a edição de 2009. Em julho de 2015, o show foi indicado em oito categorias no Emmy Award; no mês seguinte, no momento da cerimônia, venceu a estatueta de direção técnica excepção e controle de câmera e vídeo em série limitada, filme ou especial.

## In Memoriam
O segmento anual In Memoriam homenageando os profissionais do cinema que faleceram no ano anterior, em 2014, foi apresentado pela atriz Meryl Streep. A montagem incluiu um excerto da música "Love Theme" do filme Sophie's Choice composto por Marvin Hamlisch. Após o tributo, a cantora Jennifer Hudson reproduziu a canção "I Can't Let Go", da série de televisão Smash.
- Mickey Rooney
- Paul Mazursky
- Geoffrey Holder
- Nadia Bronson
- James Garner
- Elizabeth Peña
- Alan Hirschfield
- Edward Herrmann
- Maya Angelou
- Lorenzo Semple Jr.
- George L. Little
- James Rebhorn
- Menahem Golan
- James Shigeta
- Anita Ekberg
- Paul Apted
- H. R. Giger
- Sanford E. Reisenbach
- Malik Bendjelloul
- Virna Lisi
- Louis Jourdan
- Gordon Willis
- Richard Attenborough
- Oswald Morris
- Tom Rolf
- L. M. Kit Carson
- Ruby Dee
- Samuel Goldwyn, Jr.
- Martha Hyer
- Andrew V. McLaglen
- Jimmy T. Murakami
- Robin Williams
- William Greaves
- Joseph Viskocil
- Rod Taylor
- Stewart Stern
- Luise Rainer
- Dick Smith
- Lauren Bacall
- Walt Martin
- Charles Champlin
- Pennie Dupont
- Herb Jeffries
- Misty Upham
- Eli Wallach
- Gabriel García Márquez
- Frank Yablans
- Alain Resnais
- Bob Hoskins
- Mike Nichols